# Дьюк, Вашингтон
Вашингтон Дьюк (англ. Washington Duke, полное имя George Washington Duke; 1820—1905) — американский промышленник и филантроп.

## Биография
Родился 18 декабря 1820 года в Ориндже, штат Северная Каролина. Был восьмым ребёнком из десяти детей Тейлора Дьюка и его жены Дайси Джонс.
Вашингтон работал фермером-арендатором, пока в 1842 году не женился на Мэри Клинтон (Mary Caroline Clinton). Во время их брака его тесть подарил паре 72 акра земли, расположенной на территории современного округа Дарем. Именно на этой земле Вашингтон Дьюк начал карьеру в качестве фермера, ведущего натуральное хозяйство на собственной земле. У супругов было двое сыновей: Сидни Тейлор Дьюк (1844—1858) и Броди Леонидас Дьюк (1846—1919). Мэри Дьюк умерла в 1847 году.
Второй раз женился в 1852 году на Артелии Рони (Artelia Roney, 1829—1858), из округа Аламанс, Северная Каролина. У них было трое детей: дочь Мэри Элизабет Дьюк (1853—1899), а также сыновья — Бенджамин Ньютон Дьюк и Джеймс Бьюкенен Дьюк. В 1858 году старший от первого брака Сидни заболел брюшным тифом и умер. Артелия, которая ухаживала за своим пасынком, также скончалась от этой болезни через десять дней.
Нет сведений о взглядах Вашингтона Дьюка на политику, известно, что у него была рабыня по имени Кэролайн, которую он купил за 601 доллар, и нанял другого раба у соседей для работы на своей ферме. Когда разразилась Гражданская война в США, Вашингтон, предвидя, что его призовут на военную службу, в октябре 1863 года провел распродажу в своем доме, чтобы реализовать своё сельскохозяйственное оборудование. Он поступил на службу в военно-морской флот Конфедерации и служил в Чарлстоне, Южная Каролина, и в Ричмонде, Виргиния, до того, как попал в плен Армии Союза в апреле 1865 года. После непродолжительного пребывания в тюрьме Дьюк был условно освобожден и отправлен на корабле в Нью-Берн, Северная Каролина, а оттуда прошел пешком 134 мили (216 км) в свою усадьбу.
Вернувшись домой, Дьюк решил заниматься сельским хозяйством, чтобы сосредоточиться на производстве табачных изделий. В 1865 году, используя переоборудованный кукурузный хлев в качестве фабрики, он основал свою первую компанию «W. Duke and Sons» и начал производство трубочного табака под торговой маркой «Pro Bono Publico» («Ради общественного блага»). По словам самого Вашингтона, он вместе со своими сыновьями Беном и Джеймсом производил от 400 до 500 фунтов трубочного табака в день. Поскольку их компания начала процветать, они построили в 1869 году в усадьбе двухэтажную фабрику. В 1874 году Вашингтон Дьюк продал свою ферму и переехал с семьей в быстрорастущий город Дарем. Он и его сыновья построили новую фабрику, а Вашингтон начал работать в качестве коммивояжера «Pro Bono Publico».

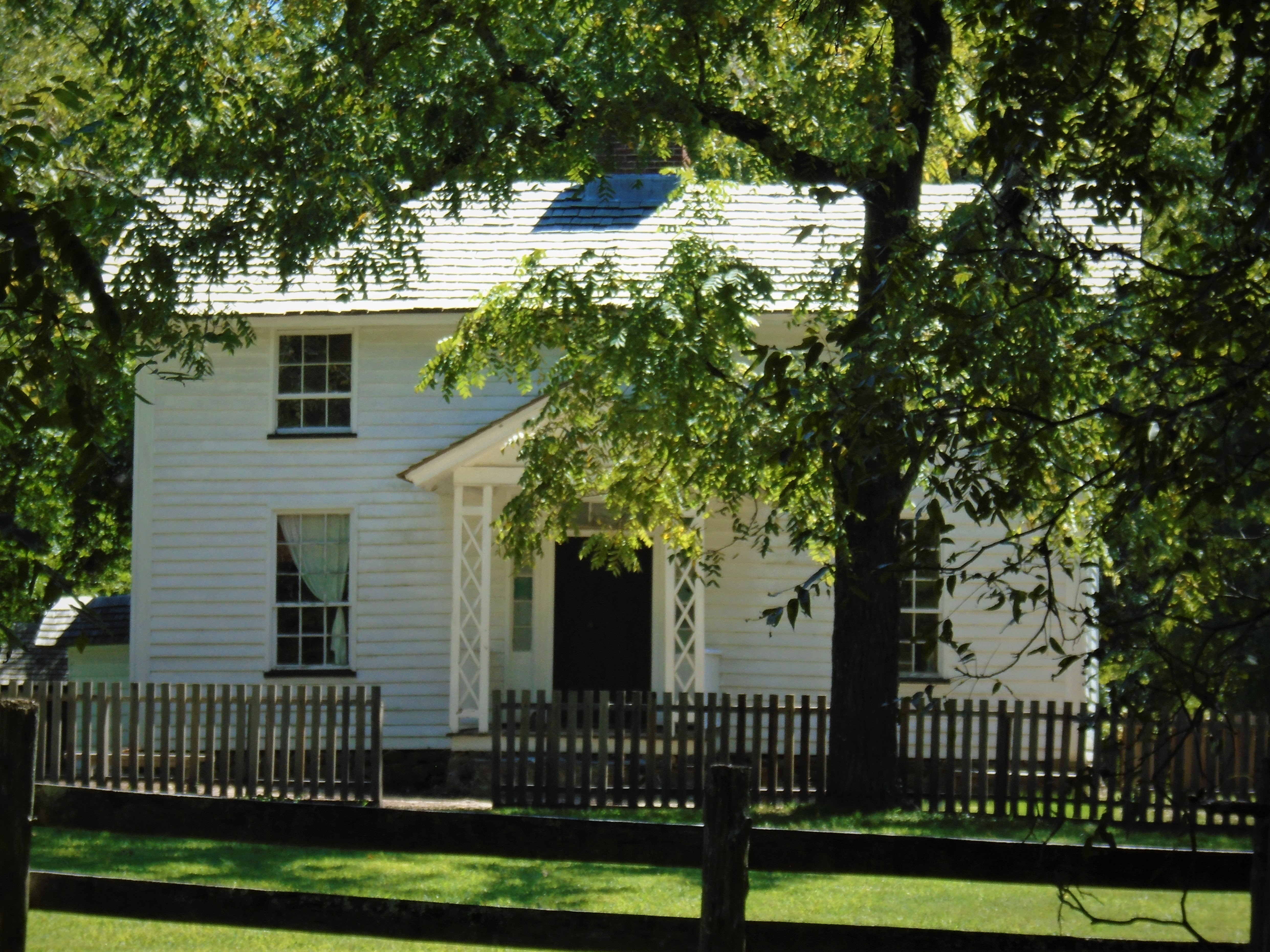
Дом Вашингтона Дьюка в Дареме

В 1880 году Дьюк продал свою долю в бизнесе Ричарду Харви Райту, фермеру из соседнего округа Франклин. «W. Duke & Sons & Co.», возглавляемая сыном Вашингтона Джеймсом в качестве президента, добилась большого успеха как производитель сигарет. Примерно в 1890 году этот бизнес был преобразован в предприятие American Tobacco Company. Впоследствии, благодаря слиянию нескольких партнеров, компания стала крупнейшим производителем табака в мире.
После продажи своей доли в компании Вашингтон Дьюк стал более активно участвовать в местной политике в качестве члена Республиканской партии и уделять больше времени благотворительной и филантропической деятельности. Сторонник и пожизненный член методистской церкви, он начал поддерживать местные церкви в финансовом отношении, а также учреждения высшего образования. Дьюк помог перенести методистский Тринити-колледж в Дарем из округа Рэндольф в 1890 году. В благодарность за это колледж предложил переименовать себя в честь Дьюка, но он отказался.
Умер 8 мая 1905 года в Дареме, Северная Каролина. Первоначально был похоронен на кладбище Maplewood Cemetery в Дареме, но позже был перезахоронен в Мемориальной часовне в часовне Университета Дьюка.
В 1924 году Тринити-колледж в честь Вашингтона Дьюка был переименован в Университет Дьюка; памятник ему находится в Восточном кампусе университета.